# Марикао (Порторико)
Марикао (шп. Maricao) је општина у америчкој острвској територији Порторико, острвској држави Кариба.

## Демографија
По попису из 2010. године број становника је 6.276, што је 173 (-2,7%) становника мање него 2000. године.
| Група             | 2000.         | 2010.         |
| Белци             | 52 (0,8%)     | 31 (0,5%)     |
| Афроамериканци    | 194 (3,0%)    | 303 (4,8%)    |
| Азијати           | 1 (0,0%)      | 3 (0,0%)      |
| Хиспаноамериканци | 6.393 (99,1%) | 6.237 (99,4%) |
| Укупно            | 6.449         | 6.276         |